# Хелпа
Хелпа (пол. Chełpa) — село в Польщі, у гміні Хощно Хощенського повіту Західнопоморського воєводства.
Населення — 46 осіб (2011).
У 1975-1998 роках село належало до Гожовського воєводства.

## Демографія
Демографічна структура станом на 31 березня 2011 року:
|          | Загалом | Допрацездатний вік | Працездатний вік | Постпрацездатний вік |
| -------- | ------- | ------------------ | ---------------- | -------------------- |
| Чоловіки | 22      | 5                  | 14               | 3                    |
| Жінки    | 24      | 4                  | 15               | 5                    |
| Разом    | 46      | 9                  | 29               | 8                    |